# Ievgueni Maléiev
Ievgueni Aleksàndrovitx Maléiev (rus: Евгений Александрович Малеев, 1915–1966) va ser un paleontòleg soviètic que va donar nom als dinosaures Talarurus, Tarbosaurus, i a l'enigmàtic Therizinosaurus. Maléiev va fer recerca sobre els cervells dels Tarbosaurus tallant cranis fòssils amb una serra de diamant. Modernament, s'usa la tomografia computeritzada per a veure l'interior de l'endocrani dels dinosaures, així s'evita la necessitat de danyar espècimens valuosos.

### Obres citades
- Larsson, H. C. E., 2001. Endocranial Anatomy of Carcharodontosaurus saharicus. In D.H. Tanke & K. Carpenter (eds.), Mesozoic Vertebrate Life: pp. 19–33.